# Lablachère
Lablachère – miejscowość i gmina we Francji, w regionie Owernia-Rodan-Alpy, w departamencie Ardèche.
Według danych na rok 1990 gminę zamieszkiwały 1562 osoby, a gęstość zaludnienia wynosiła 59 osób/km² (wśród 2880 gmin regionu Rodan-Alpy Lablachère plasuje się na 546. miejscu pod względem liczby ludności, natomiast pod względem powierzchni na miejscu 301.).

## Galeria

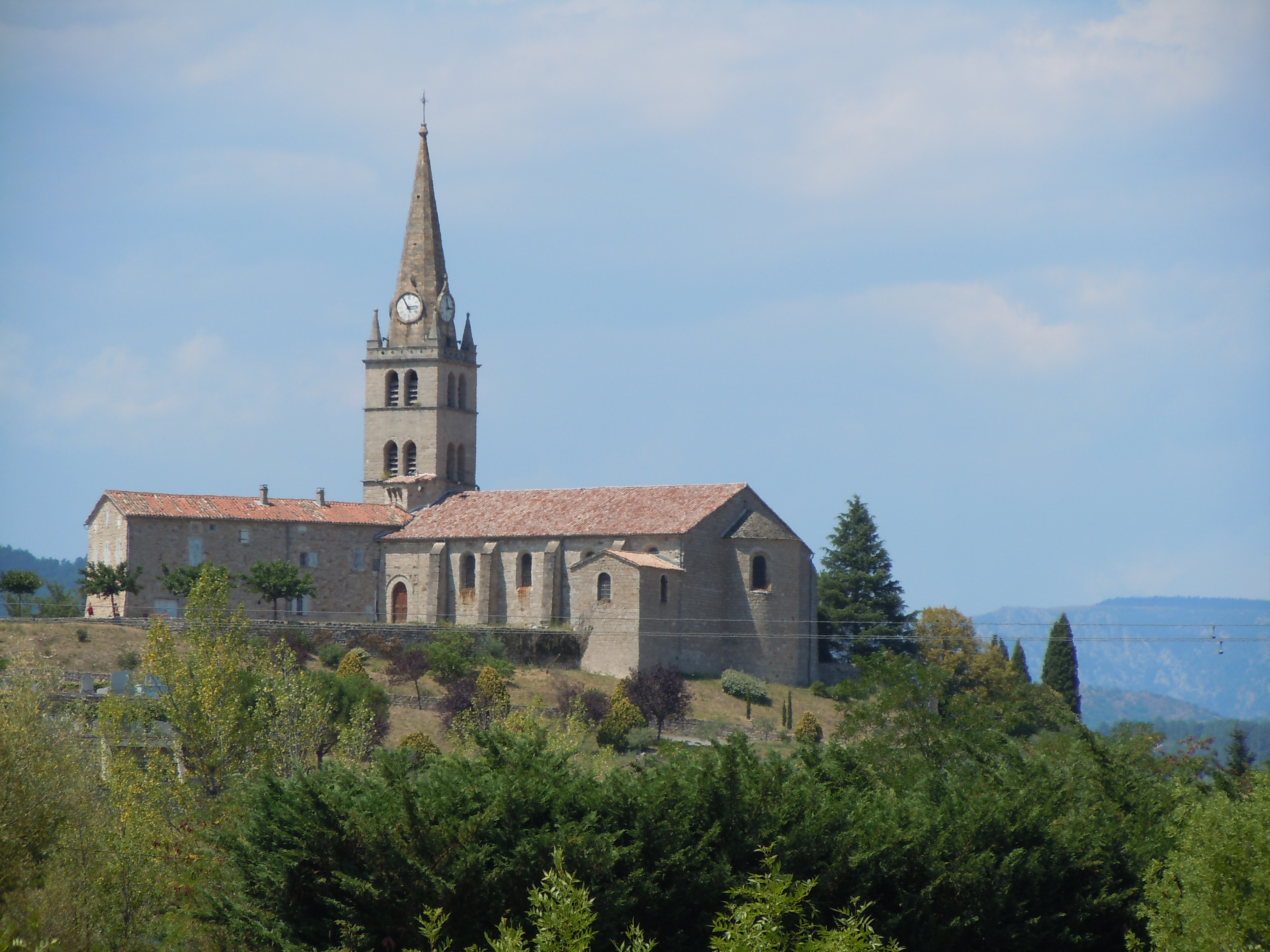
Kościół św. Julii (2011)
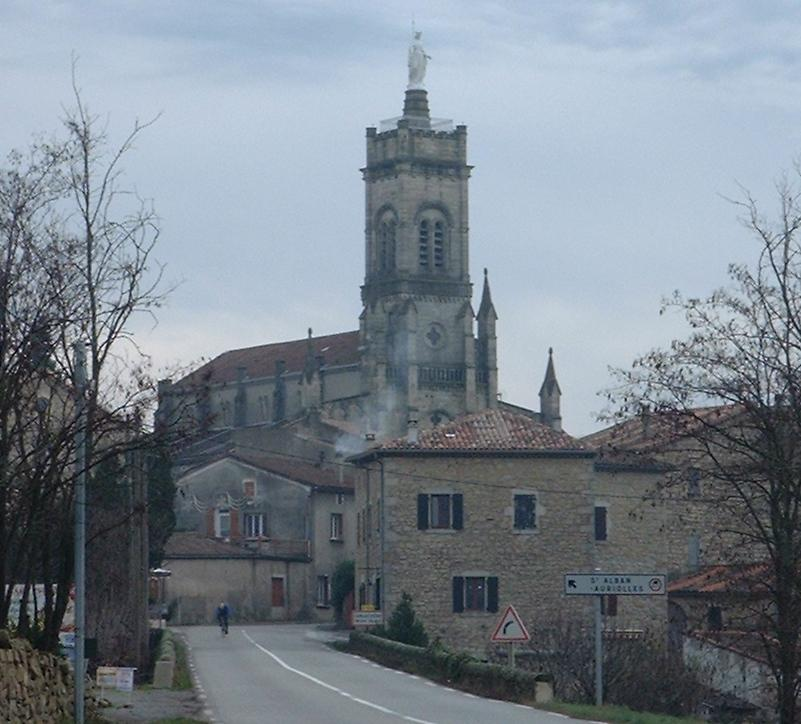
Bazylika Matki Bożej Nieustającej Pomocy (2010)